# 眠狂四郎圓月殺法
《眠狂四郎圓月殺法》（日语：眠狂四郎円月殺法）為1969年上映的時代劇，原作為柴田鍊三郎，市川雷藏卒歿之後，大映公司讓松方弘樹擔任主演，總計2部。

## 演員
- 眠狂四郎：松方弘樹
- 阿良：佐藤友美
- 志津/阿糸：梓英子
- 明日心劍：成田三樹夫
- 德川敏次郎：川津祐介
- 阿蓮：中原早苗
- 松浦：長谷川待子
- 佐野勘十郎：神山繁
- 水野越前守：鈴木瑞穗
- 金八：大川信
- 久米源三郎：五味龍太郎
- 小藤次：石黑三郎
- 權六：遠藤辰雄
- 宗田儀兵衛：北城壽太郎
- 長岡采女正：木村元
- 雲水：伊達岳志
- 鹿火屋鬼庵：夏木章
- 阿織：丘夏子
- 腰元：水田由香里
- 兵六：黑木現
- 郷原彌十郎：堀北幸夫
- 大野木源右衛門：玉置一惠

## 製作人員
- 企劃：藤本初之助
- 導演：森一生
- 原作：柴田鍊三郎（週刊「新潮」連載）
- 編劇：高田宏治，高橋稔
- 攝影：武田千吉郎
- 美術：太田誠一
- 照明：美間博
- 錄音：大角正夫
- 音樂：小杉太一郎
- 剪輯：谷口登司夫
- 副導演：太田昭和
- 製作主任：村井昭彥

## 外部連結
- 眠狂四郎圓月殺法（日語）